# 극성 (화학)

극성(極性, 영어: polarity)이란 화학에서 이중극자 혹은 그 이상의 다중극자를 갖는 분자나 분자단에서 나타나는 전하의 분리를 의미한다. 일반적으로 두 개 이상의 원자로 이루어진 분자의 구조적 비대칭성이나 구성 원자간의 전기 음성도 차이에 의하여 전자구름이 한 방향으로 몰려서 생겨나는 전기 쌍극자 모멘트로 표현하기도 한다. 극성은 비교적 고정되어 있으며 정전기적 인력에 의한 이중극자간 상호작용 혹은 수소 결합 등을 통해 극성 분자 간의 상호작용이 일어난다. 용해도, 녹는점, 끓는점 등의 분자의 다양한 물리적 성질을 설명하는데 사용된다. 양전하를 띠는 원자핵이 얼마나 노출되었는지를 지표로 사용하기도 한다.
극성을 표현하기 위해서 분자에서 전기 음성도가 크거나, 구조적으로 전자 구름이 몰려있는 쪽을 델타 마이너스(δ-), 그 반대편을 델타 플러스(δ+)로 간단하게 표현하기도 한다.
무극성 또는 비극성이란 극성이 매우 적거나, 심하게는 없는 것을 말하는 것으로 이러한 무극성 분자는 극성 분자에 비해 일반적으로 분자 간의 인력이 적으며 반데르 발스의 힘이라는 유사 극성으로 결합력을 강화하기도 한다. 분자의 구조가 대칭형인 분자들은 무극성이다. 무극성 분자 역시 무극성 분자끼리의 용해성이 크다.
| 구분              | 극성 분자                                                                          | 무극성 분자                                                                                      |
| ----------------- | ---------------------------------------------------------------------------------- | ------------------------------------------------------------------------------------------------ |
| 분자 내 전자 분포 | 전자가 고르게 분포되어 있지 않다.                                                  | 전자가 고르게 분포되어 있다.                                                                     |
| 물에 대한 용해도  | 물에 매우 잘 녹는다.                                                               | 물에 잘 녹지 않는다.                                                                             |
| 예                | H2O(물), HCl(염화수소), NH3(암모니아), C2H5OH(에탄올), 설탕, 이산화황, 이산화 질소 | CO2(이산화탄소), O2(산소), N2(질소), I2(아이오딘), C6H6(벤젠), CH4(메탄), CCl4(사염화탄소), 헥산 |

## 같이 보기
- 교질
- 세제